# Dąb Jagielloński
Dąb Jagielloński – duży i stary okaz dęba szypułkowego (Quercus robur L.) w Ogrodzie Botanicznym w Krakowie. Rośnie w środkowej części ogrodu, w pobliżu sadzawki z roślinnością wodną, rybami i żabami. Według informacji na tabliczce zamontowanej na nim, ma około 230 lat i 6 m obwodu. Nazwa dębu pochodzi od nazwy ogrodu (Ogród Botaniczny Uniwersytetu Jagiellońskiego), a wiek dębu jest równy wiekowi ogrodu botanicznego (ogród został założony w 1783 r.), lub jest nieco starszy, jeśli został dąb zasadzony jako kilkuletnie drzewko.